# Kaya toast
Il kaya toast è un dolce singaporiano consumato durante la prima colazione o a merenda.

## Storia
Il kaya toast fu probabilmente inventato durante l'epoca coloniale dai cuochi hainan giunti a Singapore tramite le navi britanniche. Durante i viaggi via mare, essi erano soliti servire fette di pane con confetture agli inglesi, ma dal momento che molti degli ingredienti utilizzati per prepararle erano costosi e difficili da reperire a Singapore, si decise di sostituirle con la kaya, un alimento spalmabile a base di cocco tipico del luogo. A partire dalla prima metà del Novecento, l'alimento è diffuso in tutto il territorio, come conferma la presenza di vari locali e catene che servono il dolce.

## Caratteristiche
Il kaya toast è uno spuntino composto da due fette di pane tostato con una farcia di kaya. L'alimento può contenere altri ingredienti a piacere, fra cui zucchero, latte di cocco, burro, margarina e pandano. I singaporiani sono soliti consumare il kaya toast con uova e caffè. In una variante del dolce, il toast viene sostituito con i cracker (kaya cracker).